# Apamea sicula
Apamea sicula is een vlinder uit de familie uilen (Noctuidae). De wetenschappelijke naam is voor het eerst geldig gepubliceerd in 1909 door Turati.
De soort komt voor in Europa.